# Nattaporn Phanrit
Nattaporn Phanrit (taj. ณัฐพร พันธุ์ฤทธิ์, ur. 11 stycznia 1982 w Nakhon Sawan) – piłkarz tajski grający na pozycji środkowego lub lewego obrońcy.

## Kariera klubowa
Karierę piłkarską Phanrit rozpoczął w Assumption Sriracha College. Następnie w 2001 roku został zawodnikiem Thailand Tobacco Monopoly z miasta Phichit. W tamtym roku zadebiutował w jego barwach w tajskiej Premier League. W 2005 roku wywalczył pierwsze w historii klubu mistrzostwo Tajlandii. W TTM grał do końca tamtego roku.
W 2006 roku Phanrit przeszedł do klubu Provincial Electrical Authority. Grał w nim przez 2 sezony, a w 2008 roku przeszedł do Chonburi FC, w którym spędził jeden sezon zdobywając Kor Royal Cup. W 2009 roku podpisał kontrakt z Muangthong United, z którym został mistrzem kraju (2009, 2010, 2012).
W 2012 przeszedł do BEC Tero Sasana. Następnie grał w: Bangkok United, Air Force Central FC i Pattaya United. W 2015 przeszedł do Royal Thai Navy FC.

## Kariera reprezentacyjna
W reprezentacji Tajlandii Phanrit zadebiutował w 2004 roku. W 2004 roku wystąpił w 2 meczach Pucharu Azji 2004: z Iranem (0:3) i z Japonią (1:4). W 2007 roku został powołany do kadry na Puchar Azji 2007. Tam rozegrał 3 spotkania: z Irakiem (1:1), z Omanem (2:0) i z Australią (0:4).